# 大雄的繪畫世界物語
《電影多啦A夢：大雄的繪畫世界物語》，是於2025年3月7日上映的日本動畫電影，《多啦A夢》電影第44作（水田版系列的第19作），由寺本幸代執導，伊藤公志編劇。本作也是《多啦A夢》電影系列45週年紀念作品。

## 概要
- 本作是導演寺本幸代繼《大雄的秘密道具博物館》後，相隔12年回歸執導的《多啦A夢》系列電影[3][4]。
- 本作是編劇伊藤公志首次撰寫的動畫電影劇本，也是自2014年起參與《多啦A夢》電視動畫版製作以來首次參與電影[3][4]。
- 本作主題曲是繼《大雄之宇宙英雄記》後，相隔10年再次由女歌手獨唱。
- 本作主題曲由愛繆主唱，是繼mihimaru GT以及YUZU之後，第三次有歌曲演唱人或團體同時擔任《蠟筆小新》及《多啦A夢》電影系列的主題曲演唱。然而，愛繆則是首位先為《蠟筆小新》電影、再為《多啦A夢》電影創作主題曲的歌手。
- 本作是繼《大雄的月球探測記》後，相隔6年再次出現片頭曲。

## 配音員

### 宣傳片旁白
- 台灣：于正昌（預告片）
- 香港：鄧永健（預告片）、少爺占（廣告）

### 角色
- 粗體為本作主要角色

| 角色         | 配音員            | 配音員        | 配音員        | 配音員             |
| 角色         | 日本              | 臺灣          | 香港          | 中国大陆           |
| 原著角色     | 原著角色          | 原著角色      | 原著角色      | 原著角色           |
| ------------ | ----------------- | ------------- | ------------- | ------------------ |
| 哆啦A夢      | 水田山葵          | 陳美貞        | 楊婉潼        | 山新               |
| 大雄         | 大原惠            | 楊凱凱        | 曾慶珏        | 黎筱濛             |
| 靜香         | 嘉數由美          | 許淑嬪        | 何凱怡        | 佟心竹             |
| 胖虎         | 木村昴            | 于正昌        | 簡懷甄        | 邢子皓             |
| 小夫         | 關智一            | 劉傑          | 林丹鳳        | 皇贞季             |
| 野比玉子     | 三石琴乃          | 許淑嬪        | 陳安瑩        | 杨希               |
| 野比伸助     | 松本保典          | 劉傑          | 馮瀚輝        | 李铫               |
| 電影角色     |                   |               |               |                    |
| 可蕾雅       | 和多田美咲        | 陽亮亮        | 何璐怡        | 关云月             |
| 麥羅         | 種崎敦美          | 蔣慶妍        | 鄭家蕙        | 蔺婵婵             |
| 查伊         | 久野美咲          | 錢欣郁        | 王慧珠        | 孙一鸣             |
| 帕尔         | 鈴鹿央士          | 歐祖豪        | 黃文軒        | 云安               |
| 索多羅       | 山路和弘          | 歐祖豪        | 郭湛深        | 李璐               |
| 伊澤爾       | 石井康嗣          | 歐祖豪        |               | 陌上               |
| 雅托利亚王后 | 藤本美贵          | 錢欣郁        | 顧詠雪        | 兰酒               |
| 雅托利亚國王 | 伊達幹生          | 于正昌        |               | 李铫               |
| 评论家       | 富澤岳史          | 于正昌        | 何家裕        | 张思淼             |
| 主持人       | 天月              | 歐祖豪        | 鄧永健        | 肖璟               |
| 其他角色     |                   |               |               |                    |
| 牛頭怪       | 拜真之介          | 歐祖豪        | 黃文軒        | 沈危               |
| 貓           | 木村珠莉          |               |               | 孫一鳴             |
| 工地監工     | 田島章寛          | 劉傑          |               |                    |
| 公國人民     |                   |               | 顧詠雪        | 宋文凱             |
| 市集男人     |                   |               | 馮瀚輝 何家裕 | 李绍刚             |
| 市集女人     | 久保田光 松井曉波 | 蔣慶妍 錢欣郁 | 顧詠雪        | 唐嶷               |
| 街頭藝人     |                   |               | 鄧永健        | 韩家伦             |
| 守衛         | 井口祐一          | 劉傑          | 郭湛深 鄧永健 | 张思淼 肖璟 宋文凯 |
| 通話對象     |                   |               | 何家裕        |                    |
| 行刑者       |                   |               | 馮瀚輝        |                    |
| 惡魔         |                   |               |               | 陌上 宋文凯 沈危   |

- 中國大陸配音版本之其他配音人員：唐嶷、粟大伟、韩家伦、李绍刚 、陌上、宋文凯、肖璟、赵世杰、沈危

## 登場角色

### 原著角色
多啦A夢
野比大雄
源靜香
剛田武
骨川小夫
野比玉子
野比大助

### 電影角色
嘉兒
本作的關鍵人物，來自神秘国度「雅特利亞」的公主。
米路
住在「雅特利亞公國」的少年，擅長畫圖，也是「雅特利亞城」宮廷畫家的兒子、可蕾雅的青梅竹馬。
阿齊
有著翅膀的小惡魔，喜歡吃巧克力。
帕露
「雅特利亞公國」的美術商人。
索德羅／柯索・德羅伊羅
侍奉「雅特利亞王」的小丑。
伊素
「雅特利亞公國」傳說中的惡魔。本片的終極反派之一。
紅色惡龍
「雅特利亞公國」傳說中赤紅色的巨龍。本片的終極反派之一。
雅托利亞王后
「雅特利亞公國」的王妃。
雅托利亞國王
「雅特利亞公國」的国王。

### 其他角色
評論家
美術評論家。在新聞節目《Wide F》出現的解釋了談論美術館搬遷期間發現的神秘畫作。
主持人
新聞節目《Wide F》的主持人。
牛頭怪
工地監工
店裡的女人
守衛
貓

## 作品設定
雅托利亞公國
本作舞台，13世紀中世紀盛期位於東南歐的公國。
雅托利亞藍
根據觀看的角度而產生變化的顏色。
神奇法寶
未來的工具的總稱。一般從多啦A夢的百寶袋中取出。

## 登場法寶

### 原創法寶
進入燈

### 原著法寶
翻譯糕
食用後可以跟任何人對話無礙。
換衫相機
將衣服的圖片放入之後幫人照相，那個人就會瞬間穿上照片中的衣服。
水大廈建築器
水質加工粉末
回復水狀粉末
想像帽
竹蜻蜓
帶上後能夠在天上飛。
美食枱布
能夠快速地生成任何食物或飲品。
時光機
回到出發當天的機器。
後備百寶袋
死物催眠發聲筒
隱形斗篷
披上斗篷了後即可隱形。
慳力起重魚竿
穿牆圈
放在牆壁上後便能透過該道具穿透牆壁。
倒地殺手
萬能陷阱
空氣砲
休克槍
超能膠槍
護身斗篷
芭蕉扇
超人手套
實物蠟筆
瞬間乾燥吹風機
復原光線
摩西手杖

### 其他法寶
眼鏡型年代探測機
伸延水管
黑洞筆
通訊球、螢幕
無線紙電話
飛天地氈
取物繩圈
復元光線

### 小說登場法寶
伸延水管溫泉版
幫忙帽
全自動手銬
放大電筒

## 沿革

### 日本
- 2024年9月27日，公開《大雄的繪世界物語》消息，並預定在2025年3月7日於日本上映[3]。
- 2024年11月15日，公佈鈴鹿央士擔任客座配音員的消息[5]。

### 香港
- 2025年4月28日，《大雄之繪畫世界物語》香港版海報在香港國際授權展曝光。
- 2025年5月20日，公開香港版海報及中文字幕前導預告，確定上映日期為7月24日、7月19日起優先場。
- 2025年6月3日，公開粵語配音前導預告。
- 2025年6月7日，公開粵語配音正式預告。
- 2025年7月19日，首映見面場於K11 Art House舉行。
- 2025年7月24日，填色作品展於上環ba d'arts 藝趴舉行，直至8月9日。

### 中国大陸
- 2025年4月18日，于北京三里屯太古里英皇电影城作为第十五届北京国际电影节首映作品放映，获日本官方认证为日本之外的亚洲首映。
- 2025年5月9日，正式宣布《大雄的绘画奇遇记》引进中国大陸，公开中国大陆版海报及“神奇入画”先导预告。
- 2025年5月17日，放出定档预告，确定上映日期为5月31日。
- 2025年5月25日，「绘世界「友」园会主题首映活动」于北京三里屯太古里英皇电影城举行。

### 台灣
- 2025年6月2日，確定《大雄的繪畫世界物語》上映日期為7月18日。
- 2025年7月16日，搶先首映會於西門町樂聲影城舉行。

## 製作人員

### 日本
- 原作：藤子·F·不二雄《多啦A夢》
- 導演：寺本幸代
- 劇本：伊藤公志
- 角色设定、總作畫導演：山下晃
- 美术指導：友澤優帆
- 音乐：服部隆之

## 音樂
| 類別   | 歌曲                                            | 作詞     | 作曲     | 编曲                                 | 演唱                                                           |
| ------ | ----------------------------------------------- | -------- | -------- | ------------------------------------ | -------------------------------------------------------------- |
| 片頭曲 | 實現夢想的多啦A夢 （）                          | 黑須克彥 | 黑須克彥 | 大久保薰                             | Mao（Columbia Entertainment） 向日葵兒童合唱團（日本古伦比亚） |
| 主題曲 | Sketch （）                                     | 愛繆     | 愛繆     | - 立崎優介 - 田中裕介                | 愛繆（unBORDE／日本华纳音乐）                                  |
| 插入曲 | 傾聽你的夢想時， 我想出能讓你微笑的點子！ （）} | 愛繆     | 愛繆     | - Book Blanket - 立崎優介 - 田中裕介 | 愛繆（unBORDE／日本华纳音乐）                                  |

### 電影配樂
音樂：服部隆之

## 票房
| 上一届： 《初吻》 | 2025年日本週末票房冠軍 第10-15週 | 下一届： 《名偵探柯南：獨眼的殘像》 |

## 小説
《小説 電影多啦A夢 大雄的繪畫世界物語》
伊藤公志〈小學館少年文庫〉：2025年2月7日發售，ISBN 978-4-09-231504-4
繼《大雄的月球探測記》的辻村深月、《大雄的地球交響樂》的內海照子後，再次由電影編劇親自為小說執筆。
《快樂龍輕讀小說 電影多啦A夢 大雄的繪畫世界物語》
撰文：伊藤公志、繪圖：坪井裕美〈小學館〉：2025年3月5日發售，ISBN 978-4-09-289810-3
《快樂龍輕讀小說》系列的第一批出版書籍之一。插圖由曾創作《多啦A夢兒童圖畫書》系列的坪井裕美繪製。前44頁特別收錄於日本《快樂龍》2025年3月號漫畫別冊附錄。

## 宣傳

### 相關活動
- 系列45週年紀念！電影多啦A夢節
- 有的話就好了！與繪畫有關的神奇法寶繪畫比賽
- 「多啦A夢與大雄一行人大活躍的故事」由你自由創作！故事比賽
- 多啦A夢4-D藝術冒險～大雄的繪畫世界物語～

## 備註
1. ↑  港澳提前於2025年7月19—23日推出優先場。
2. ↑  中国电影集团公司进口、中国电影股份有限公司发行及译制、北京阿里巴巴影业文化有限公司协助推广。
3. 日本環球影城遊樂設施、藤子·F·不二雄博物館聯名餐點、三井不動產旗下商場（DiverCity Tokyo、LaLaport）之活動曾使用譯名“大雄的繪畫世界物語”（繁體及簡體中文）。
4. 中国大陆华纳音乐曾使用译名“大雄的绘画世界”。
5. 香港UNIQLO曾使用譯名“大雄之繪世界物語”（保留日文漢字之直譯）。
6. 台灣華納音樂曾使用譯名“大雄的繪世界物語”（保留日文漢字之直譯）。
7. 1 2 3  香港中文版小說譯名，為近年漫畫版及動畫版常用譯名
8. 1 2 3 4  香港中文版小說譯名

## 外部連結
- 《大雄的繪畫世界物語》官方網站（日語）
- 互联网电影数据库（IMDb）上《大雄的繪畫世界物語》的资料（英文）
- 爛番茄上《大雄的繪畫世界物語》的資料（英文）
- Box Office Mojo上《大雄的繪畫世界物語》的资料（英文）
- 開眼電影網上《大雄的繪畫世界物語》的資料（繁體中文）
- 豆瓣电影上《大雄的繪畫世界物語》的資料 （简体中文）
- 时光网上《大雄的繪畫世界物語》的資料（简体中文）